# Ascidia empheres
Ascidia empheres är en sjöpungsart som beskrevs av Sluiter 1895. Ascidia empheres ingår i släktet Ascidia och familjen Ascidiidae. Inga underarter finns listade i Catalogue of Life.